# 萨利切萨伦蒂诺
萨利切萨伦蒂诺（義大利語：Salice Salentino），是意大利莱切省的一个市镇。总面积58平方公里，人口8772人，人口密度151.2人/平方公里（2009年）。ISTAT代码为075065。